# Pomponema polydontus
Pomponema polydontus is een rondwormensoort uit de familie van de Cyatholaimidae.